# Alfred Adolph (Generaldirektor)
Alfred Adolph (* 23. November 1929 in Trattendorf) ist ein ehemaliger deutscher Ingenieur und Generaldirektor des Kombinats Kabelwerk Oberspree „Wilhelm Pieck“ in der DDR.

## Leben
Der Arbeitersohn Alfred Adolph absolvierte nach der Volksschule von 1944 bis 1947 eine Ausbildung als Elektriker im Braunkohlenwerk Spreetal und erwarb 1950 an der Arbeiter-und-Bauern-Fakultät in Freiberg das Abitur. Ab 1950 studierte er an der Technischen Hochschule Dresden und wurde 1955 Diplom-Ingenieur. 1951 trat Adolph in die SED ein. Bis 1962 arbeitete er als Projektingenieur im VEB Lokomotivbau Elektrotechnische Werke (LEW) in Hennigsdorf. 1962 und 1963 absolvierte er einen Lehrgang an der SED-Bezirksparteischule in Kleinmachnow. 1963 bis 1968 war Adolph Technischer Leiter im LEW Hennigsdorf. 1968 bis 1972 war er Mitarbeiter im Außenhandelsbetrieb Transportmaschinen Export/Import und wurde 1972 Direktor für Plandurchführung im Kombinat LEW Hennigsdorf. Von 1973 bis 1982 war Adolph Direktor des VEB Schichtpreßstoffwerk in Bernau, einem Zweigbetrieb des LEW. Von 1982 bis 1990 war Adolph als Nachfolger von Georg Pohler Generaldirektor des VEB Kombinat Kabelwerk Oberspree „Wilhelm Pieck“ in Berlin-Oberschöneweide.

## Auszeichnungen
- 1982 Ehrentitel Verdienter Metallarbeiter der Deutschen Demokratischen Republik
- 1986 Orden Banner der Arbeit Stufe I